# Daniel Fried
Daniel Fried (ur. w 1952) – amerykański polityk i dyplomata, w latach 1997–2000 ambasador Stanów Zjednoczonych w Polsce.
Daniel Fried urodził się jako syn Geralda Frieda i Judith Pines Fried. On, jego siostra i dwaj bracia chodzili do Beverly Hill High School. Uzyskał tytuł licencjata na Uniwersytecie Cornell w 1974 oraz tytuł magistra w Szkole Spraw Międzynarodowych i Publicznych na Uniwersytecie Columbia w 1977.
Po uzyskaniu dyplomu Daniel Fried wstąpił do służby zagranicznej. W latach 1977–1979 był zatrudniony w Biurze Ekonomicznym Departamentu Stanu USA. W latach 1980–1981 pracował w Konsulacie Generalnym USA w ówczesnym Leningradzie (Petersburgu) w ZSRR. Od 1982 do 1985 roku pracował jako urzędnik polityczny w ambasadzie USA w Belgradzie w Jugosławii. Po powrocie do USA od 1985 do 1987 roku pracował w Biurze do Spraw Radzieckich w Departamencie Stanu, a następnie w latach 1987–1989 roku był urzędnikiem do spraw polskich w Departamencie Stanu. W latach 1990–1993 był doradcą politycznym w Ambasadzie USA w Warszawie. W latach 1993–1997 był pracownikiem Rady Bezpieczeństwa Narodowego USA i pełnił funkcję specjalnego asystenta prezydenta Billa Clintona. Pracując z prezydentem Clintonem zajmował się rozszerzeniem NATO i stosunkami Rosja–NATO. Wraz z Strobe Talbottem, Richardem Holbrookem i Josephem Kruzelem odegrał ważną rolę w przyjęciu Polski do NATO.
26 kwietnia 2000, za wybitne zasługi w rozwijaniu polsko-amerykańskiej współpracy, został odznaczony przez prezydenta Aleksandra Kwaśniewskiego Krzyżem Komandorskim z Gwiazdą Orderu Zasługi Rzeczypospolitej Polskiej. 13 listopada 2009 w uznaniu za przyjaźń i życzliwość okazywaną wobec Polski, szczególnie na drodze naszego kraju do członkostwa w Sojuszu Północnoatlantyckim i w pierwszych latach członkostwa minister Radosław Sikorski nadał mu Odznakę Honorową „Bene Merito”. 
Od 2018 jest wykładowcą wizytującym Studium Europy Wschodniej Uniwersytetu Warszawskiego.
W 2018 r. Daniel Fried wygłosił przemówienie programowe na 21. Konferencji Modelowej Organizacji Narodów Zjednoczonych na Uniwersytecie Johnsa Hopkinsa (JHUMUNC XXI).
W 2023, za zasługi we wzmacnianiu więzi Stanów Zjednoczonych z Europą, a w szczególności za zasługi w procesie przyłączenia Polski do NATO, został jako pierwszy uhonorowany Medalem Kuriera z Warszawy, wyróżnieniem ustanowionym przez Muzeum Powstania Warszawskiego, przyznawanym w hołdzie Janowi Nowakowi Jeziorańskiemu.